# Função beta (física)
Na física teórica, especificamente na teoria quântica de campos, uma função beta, β(g), codifica a dependência de um parâmetro de acoplamento, g, na escala de energia, μ, de um determinado processo físico descrito pela teoria quântica de campos. É definido como
{\displaystyle \beta (g)={\frac {\partial g}{\partial \log(\mu )}}~,}
e, por causa do grupo de renormalização subjacente, ele não tem dependência explícita de μ, portanto, depende apenas de μ implicitamente por meio de g. Essa dependência da escala de energia assim especificada é conhecida como a execução do parâmetro de acoplamento, uma característica fundamental da dependência de escala na teoria quântica de campos, e sua computação explícita pode ser alcançada por meio de uma variedade de técnicas matemáticas.